# Borowie
Borowie es un pueblo de Polonia, en Mazovia. Es la cabecera del distrito (Gmina) de Borowie, perteneciente al condado (Powiat) de Garwolin. Se encuentra aproximadamente a  11 km al noreste de Garwolin, y a 61 km al sureste de Varsovia. Su población es de 400 habitantes.
Entre 1975 y 1998 perteneció al voivodato de Siedlce.